# B. J. Thomas
Billy Joe Thomas (Hugo, 7 de agosto de 1942 — Arlington, 29 de maio de 2021) mais conhecido por seu nome artístico B. J. Thomas, foi um cantor americano.
Famoso por seus hits nos anos 1960 e 1970. No Brasil é famoso pelas canções "Rock And Roll Lullaby" da trilha sonora da novela Selva de Pedra (1972) e "Raindrops Keep Fallin' on My Head" do filme Butch Cassidy and the Sundance Kid (1970), música ganhadora do Oscar (melhor canção original). Outros hits no país, numa escala menor, foram: "Oh Me Oh My" (1971) e "Long Ago Tomorrow" da novela O Primeiro Amor (1972). O cantor recebeu nove indicações ao Grammy Award, das quais venceu cinco. Entre 1966 e 1977, colocou 15 músicas no Top 40 americano.
Thomas morreu em 29 de maio de 2021 de complicações do câncer de pulmão, aos 78 anos de idade, em Arlington.

## Juventude
Thomas nasceu em Hugo, Oklahoma, em 1942, e cresceu em Rosenberg, nos arredores de Houston, no Texas. Era o segundo dos três filhos de Vernon e Geneva Thomas. A família era pobre e seu pai tinha um temperamento agressivo exacerbado pela bebida. Graduou-se na Lamar Consolidated High School, em Rosenberg. Antes de iniciar sua carreira solo, cantou em um coro de igreja quando adolescente. Depois, se juntou ao grupo musical "The Triumphs" com Tim Griffith (guitarrista), Tom Griffith (baixo), Denver Zatyka (teclados), Don Drachenberg (vocal e saxofone) e Ted Mensik (bateria). Foi com os Triumphs que Thomas alcançou seu primeiro sucesso, I’m So Lonesome I Could Cry, de regravação de Hank Williams. Durante seu último ano, ele fez amizade com Roy Head, de "Roy Head and The Traits". As duas bandas competiram na "Battle of the Bands", um evento em que duas ou mais bandas competem pelo título de melhor banda, no início dos anos 60.

## Vida pessoal
Billy foi casado com a cantora e compositora Gloria Richardson de dezembro de 1968 até 2021, quando Thomas faleceu. Ele tinha três filhas: Paige (1970), Nora (Norte-coreana adotada em 1978) e Erin (1979).
Logo após o início da carreira, Thomas se tornou dependente de drogas e álcool, o que quase levou ao fim de seu casamento.
Em 1976, Thomas tornou-se cristão, menos de um mês após sua esposa também mudar de religião.
Em 23 de março de 2021, ele anunciou em sua página oficial do Facebook que estava com câncer de pulmão em estágio IV, o mais avançado, e estava sendo tratado no Texas. Ele morreu dois meses depois, em 29 de maio, em sua casa em Arlington, no Texas, aos 78 anos de idade. 

## Discografia
- 1966 - I'm So Lonely I Could Cry
- 1968 - On My Way
- 1969 - Young and in Love
- 1969 - Raindrops Keep Fallin' on My Head
- 1970 - Greatest Hits, Vol. 1
- 1970 - Everybody's Out of Town
- 1970 - Most of All
- 1971 - Greatest Hits, Vol. 2
- 1972 - B. J. Thomas Country
- 1972 - Billy Joe Thomas
- 1972 - Rock'n'Roll Lullaby
- 1973 - Songs
- 1974 - Longhorn & London Bridges
- 1975 - Reunion
- 1975 - Help Me Make It (To My Rockin' Chair)
- 1977 - B. J. Thomas
- 1977 - Home Where I Belong
- 1979 - Happy Man''
- 1979 - You Gave Me Love (When Nobody Gave Me a Prayer)
- 1980 - The Best Of B.J. Thomas
- 1980 - In Concert
- 1981 - Amazing Grace
- 1981 - Some Love Songs Never Die
- 1982 - Peace in the Valley
- 1982 - Love Shines
- 1983 - New Looks
- 1983 - The Great American Dream
- 1984 - Shining
- 1985 - Throwin' Rocks at the Moon
- 1985 - You Gave Me Love
- 1986 - Night Life
- 1986 - All Is Calm, All Is Bright
- 1987 - Hey Won't You Play Another
- 1987 - Somebody Done Somebody Wrong Song
- 1989 - Midnight Minute
- 1991 - As We Knew Him
- 1991 - Jesus Hearted People
- 1992 - Rock Against the Wall
- 1992 - Rock & Roll Lullaby
- 1994 - Still Standing Here
- 1995 - Precious Memories
- 1995 - Scenes of Christmas
- 1996 - B. J. Thomas Sings Hank Williams and Other Favorites
- 1997 - I Believe
- 1997 - Christmas Is Coming Home
- 1998 - Sounds of Christmas
- 2000 - You Call That a Mountain
- 2005 - That Christmas Feeling
- 2006 - We Praise: Glorify Thy Name
- 2006 - We Praise: Just as I Am
- 2007 - Home for Christmas